# Dérivation de Brégnier-Cordon
La dérivation de Brégnier-Cordon est un cours d'eau artificiel (canal), creusé à partir de 1981, déviant les eaux du Rhône sur une longueur de 8,1 km entre les communes de Murs-et-Gélignieux et de Saint-Benoît (Ain). Elle s'écoule en grande partie sur le territoire de la commune de Brégnier-Cordon.

## Conséquences

### Conséquences positives
Le canal a été creusé afin d'aménager la centrale hydroélectrique de Brégnier-Cordon, qui produit annuellement 324 GWh en moyenne. La présence du canal et de l'usine a permis de réduire sensiblement la fréquence et l'importance des crues du Rhône, qui inondaient fréquemment la région auparavant. Une déviation de la route D 19, aménagée le long du canal, a permis de détourner la circulation routière des villages de La Bruyère, Brégnier et Glandieu.
La dérivation de Brégnier-Cordon est navigable pour les petites embarcations de plaisance, ce qui n'est pas le cas du Rhône. Cependant, le barrage de la centrale hydroélectrique n'est pas franchissable (pas d'écluse). L'aménagement du plan d'eau de Murs-et-Gélignieux a dynamisé le tourisme nautique dans la région.

### Conséquences négatives
Le creusement du canal a fait disparaître l'ancien lac de Pluvis. Il a réduit sensiblement la surface de terres agricoles de la commune et entraîné la disparition de plusieurs hameaux et lieux-dits.

### Conséquences neutres
L'aménagement de la dérivation de Brégnier-Cordon a eu pour conséquence qu'une grande partie du territoire de Brégnier-Cordon se trouve aujourd'hui sur une île, notamment le mont de Cordon et le hameau de Cordon.